# Gabriel Krüger
Gabriel Krüger (* 11. Februar 1976 in Karlsruhe) ist ein deutscher Volleyballspieler.
Krüger spielte in den 1990er Jahren Volleyball beim Bundesligisten Post SV Berlin. 1999 wurde er vom Lokalrivalen SCC Berlin verpflichtet, mit dem er 2000 DVV-Pokalsieger und deutscher Vizemeister wurde. Nach einer erneuten Vizemeisterschaft 2002 wechselte der Außenangreifer und Annahmespezialist zum Ligakonkurrenten SV Bayer Wuppertal. Auch hier wurde er 2003 deutscher Vizemeister. 2004 beendete er seine Karriere. Krüger spielte 17 mal in der deutschen Nationalmannschaft.